# 80e division d'infanterie (États-Unis)
Pour les articles homonymes, voir 80e division d'infanterie.
La 80e division d'infanterie (80th Infantry Division) est une division de l'US Army active lors des deux guerres mondiales et toujours présente aujourd'hui sous la dénomination de 80th Training Command.

## Première Guerre mondiale
Elle est activée pour la première fois en septembre 1917, quelques mois après la décision des États-Unis de s'engager dans la Première Guerre mondiale. 
Elle arrive en Europe en juin 1918 pour participer aux derniers stades de la guerre. 
Elle prend part à la deuxième bataille de la Somme puis à l'offensive finale dite Meuse-Argonne qui conduit à la défaite de l'Allemagne et à l'armistice du 11 novembre 1918. 
L'unité y gagne sa devise : Only Moves Forward (toujours vers l'avant). 
Elle est démobilisée en mai 1919.

## Seconde Guerre mondiale
Elle réapparaît en 1942, dans le contexte de la Seconde Guerre mondiale. 
Elle débarque sur Utah Beach le 5 août 1944 pour prendre part à la bataille de Normandie au sein de la 3e armée : son baptême du feu aura lieu durant les combats de la poche de Falaise-Argentan. Elle a pour mission de s'emparer de la ville qui ferme la poche du Sud du dispositif : Argentan. Elle y combat du 15 au 20 août et finit par prendre la vieille cité normande après plus de 800 pertes. Un monument est aujourd'hui érigé en l'honneur de la division US dans cette ville. 
Par la suite, elle poursuit les troupes allemandes en retraite à travers la France, en libérant Pont-à-Mousson, et doit s'arrêter à la fin du mois de septembre sur les bords de la Seille en raison du manque de carburant. 
Le 8 novembre, elle repart à l'offensive et doit pénétrer sur le sol allemand. Elle s'avance jusqu'à huit kilomètres de Saarbrücken où elle est relevée par la 6e division blindée le 7 décembre. 
Elle est ensuite engagée dans la bataille des Ardennes, combattant au Luxembourg, à proximité de Bastogne où les hommes de la 101e division aéroportée sont encerclés. Le 28 décembre, elle parvient à briser l'encerclement pour secourir les parachutistes. 
Le 7 février 1945, l'unité repart à l'attaque et traverse l'Our puis la Sauer, perçant la ligne Siegfried puis poursuivant l'adversaire vers Kaiserslautern dont elle s'empare le 20 mars, avant de franchir le Rhin les 27 et 28 mars. 
Les dernières semaines de la guerre s'apparentent alors à une pénétration de plus en plus aisée au cœur de l'Allemagne, prenant Erfurt le 12 avril puis Weimar, Iéna et Gera deux jours plus tard. 
Elle est alors relevée et dirigée vers Nuremberg pour une mission d'occupation puis vers Ratisbonne à la fin du mois d'avril. Elle continue à combattre jusqu'aux derniers instants de la guerre en Tchécoslovaquie, libérant le camp de concentration d'Ebensee le 6 mai 1945.
L'unité est désactivée le 5 janvier 1946 mais réapparaît à la fin de l'année sous la forme de la 80e division aéroportée (80th Airborne Division) jusqu'en 1952. 
Entre 1952 et 1959, elle redevient la 80e division d'infanterie avant de devenir une formation d'entraînement à destination des nouvelles recrues. 
En 2008, elle est réorganisée pour devenir le 80th Training Command.

## Liens web
- (en) « Site de la division » (consulté le 8 mai 2016)
- (en) « La division lors de la Seconde Guerre mondiale » (consulté le 8 mai 2016)
- (en) « 80th Infantry Division », Center of Military History (consulté le 8 mai 2016)